# 白石かずこ
白石 かずこ（しらいし かずこ、1931年2月27日 - 2024年6月14日）は、日本の詩人、翻訳家。本名：菱沼嘉壽子〈ひしぬま・かずこ〉。
妹に白石奈緒美（女優・料理研究家）がいる。

## 来歴
カナダのバンクーバーに生まれる。
伯父の小原克己は「満州公論」などの雑誌編集長をしており、井伏鱒二や林芙美子らといった作家と深い交流があった。
7歳で帰国し、10代から詩を書き始め、北園克衛らの「VOU」に所属。早稲田大学第一文学部在学中の1951年、20歳で詩集『卵のふる街』を上梓。一時期、映画監督の篠田正浩と結婚していた。1960年に『虎の遊戯』で復活し、1970年、『聖なる淫者の季節』でH氏賞、1978年、『一艘のカヌー、未来へ戻る』で無限賞、1982年、『砂族』で藤村記念歴程賞、1997年、『現れるものたちをして』で高見順賞、読売文学賞（詩歌部門）、1998年、紫綬褒章、2003年、『浮遊する母、都市』で晩翠賞受賞。2009年『詩の風景、詩人の肖像』で二度目の読売文学賞（随筆・紀行部門）受賞。2010年、セルビアの「スメデレボの金の鍵賞」受賞。
当初はモダニズムとシュールレアリスムの影響を受けていたが、1960年代以降、アメリカのビート詩人、ジャズの影響を受け、1970年代には、アイオワ大学、ロッテルダム国際詩祭、ポーランド詩祭、ジェノヴァ国際詩祭など、30数カ国の詩人祭などで詩の朗読を行う。1980年代にはメキシコ国際詩祭、インド・バルシキ国際詩祭などに参加。
女性向けの恋愛エッセイや絵本、写真集、翻訳など多彩な仕事ぶりである。1970年代には先鋭な「フェミニスト」と思われていた。その後の「学者フェミニスト」の登場で影が薄くなったが、上野千鶴子が愛するニキ・ド・サンファルを日本に紹介したのは白石である。九条の会の賛同者である。
三島由紀夫、寺山修司、森茉莉らとも交流が深かった。『聖なる淫者の季節』の英訳者の一人で、同書の序文を書いた詩人ケネス・レクスロスは、白石を「日本のアレン・ギンズバーグ」と呼んだ。
2024年6月14日、心不全で死去した。93歳没。

## 著書
- 『白石かずこ第一詩集 卵のふる街』（協立書店）1951
- 『虎の遊戯』（世代社） 1960
- 『もうそれ以上おそくやってきてはいけない』（思潮社） 1963
- 『今晩は荒模様』（思潮社） 1965
- 『男性捕獲法』（文理書院ドリーム出版・新書） 1967
- 『ある日、トツゼン恋が』（新書館、For ladies） 1967
- 『悦びの触角 プレイラブ・テクニック』（青春出版社、プレイブックス） 1967
- 『白石かずこ詩集』（思潮社） 1968
- 『愛たちけものたち神たち』（天声出版） 1968
- 『恋人たちよこんにちは』（新書館、For ladies） 1969
- 『白石かずこ詩集』（思潮社、現代詩文庫） 1969
- 『聖なる淫者の季節』（思潮社） 1970
- 『青春のハイエナたちへの手紙』（三笠書房） 1970
- 『動物詩集』（サンリオ山梨シルクセンター） 1970
- 『1セントの花びら』（新書館、For Ladies） 1970
- 『わたしの中のカルメン』（文化出版局、レモン新書） 1971
- 『わたしの天気予報』（思潮社） 1973
- 『ブラックの朝』（思潮社） 1974
- 『アメリカン・ブラック・ジャーニー』（河出書房新社） 1975、のち集英社文庫
- 『紅葉する炎の15人の兄弟日本列島に休息すれば 』（サンリオ出版） 1975
- 『愛のレター教室』（広済堂出版） 1975
- 『聖なる淫者の秋 詩画集』（バベル社） 1976
- 『晩酌の思想 味噌汁と六本のストロー』（奥成達,平岡正明共著、住宅新報社） 1976
- 『恋のサブノート 愛の行動学』（住宅新報社） 1976
- 『きまぐれ魔女の物語』（宇野亜喜良絵、エルム） 1976
- 『一艘のカヌー、未来へ戻る』（思潮社） 1978
- 『なりたがりやのくも』（岩崎書店） 1978
- 『やまのこのぶのたんけん』（小峰書店） 1978
- 『新選白石かずこ詩集』（思潮社、新選現代詩文庫） 1978
- 『スペースへ漕ぎだすものたち 一艘のカヌー、航海譜』（九藝出版） 1978
- 『風そよぎ、聖なる淫者』（思潮社） 1980
- 『大人の恋をしてみませんか 愛されるより愛したいあなたなら』（PHP研究所） 1982
- 『海光る天草』（桐原書店） 1982
- 『Jazzに生きる わたしの内なる異邦人の旅』（旺文社文庫） 1982
- 『可愛い男たちと可愛い女たち わたしの映画旅行』（旺文社文庫） 1982
- 『ラビリントス 六つの精霊呼ぶ土地より』（静地社） 1983
- 『新動物詩集』（沖積舎） 1983
- 『ザ・ラブレター この想い、あなたに伝えたい』（PHP研究所） 1983
- 『砂族』（書肆山田） 1984
- 『砂族からの手紙』（講談社） 1984
- 『火の眼をした男』（集英社） 1984
- 『大人の恋を知りはじめたあなたに ときめきとせつなさの間で』（PHP研究所） 1984
- 『吉田ルイ子・白石かずこの部屋』（旺文社） 1985
- 『燃えるような恋をしたいあなたに』（大和文庫） 1985
- 『日本の詩 白石かずこ』（ほるぷ出版） 1985
- 『炎える瞑想』（ジョン・ソルト訳、アラン・グリーン画、静地社） 1986
- 『風景が唄う』（音楽之友社） 1986
- 『ふれなま・ふれもん・ふるむん』（書肆山田） 1988
- 『ひらひら、運ばれてゆくもの』（書肆山田） 1992
- 『続白石かずこ詩集』（思潮社、現代詩文庫） 1994
- 『ロバにのり、杜甫の村へゆく』（芸立出版） 1994
- 『現れるものたちをして』（書肆山田） 1996
- 『黒い羊の物語 Personal poetry history』（人文書院） 1996
- 『羊たちの午后』（指月社） 1996
- 『愉悦のとき　白石かずこの映画手帖]』（パンドラ） 1999
- 『ロバの貴重な涙より』（思潮社） 2000
- 『浮遊する母、都市』（書肆山田） 2003
- 『満月のランニング』（本阿弥書店） 2004
- 『詩の風景・詩人の肖像』（書肆山田） 2007

## 翻訳
- 『空がレースにみえるとき』（エリノア・L・ホロウィッツ、ほるぷ出版） 1976
- 『おやすみなさい』1 - 3（ロバート・クラウス、ポプラ社） 1979
- 『恋を駆ける女』（サンドラ・ホックマン、講談社） 1979
- 『大きな悪魔のディンゴ』（ディック・ラウジィ、集英社） 1980
- 『大きなにじへび』（ディック・ラウジィ、集英社） 1980
- 『ちいちゃな女の子のうた“わたしは生きてるさくらんぼ"』（デルモア・シュワルツ、ほるぷ出版） 1981
- 『ヴィーナスの鏡』（フランソワーズ・サガン,フェデリコ・フェリーニ詞、ウィンゲート・ペイン写真、ノーベル書房） 1981
- 『ジョン・レノン ノー・リプライ』（ジョージ・カルポジ・ジュニア、文化出版局） 1981
- 『アラビアン・ナイト』（ローレンス・ハウスマン編、エドマンド・デュラック絵、新書館） 1981
- 『ニキ・ド・サンファール』（ニキ・ド・サンファル、ピエール・レスタニー詩、松本路子写真、PARCO出版局） 1986
- 『窓の下で』（ケイト・グリーナウェイ、ほるぷ出版、ほるぷクラシック絵本） 1987
- 『ハイワサのちいさかったころ』（ヘンリー・ワズワース・ロングフェロー、ほるぷ出版） 1989
- 『アドリエンヌ・リッチ詩集』（アドリエンヌ・リッチ、渡部桃子共訳、思潮社） 1993
- 『花の妖精たち』全8冊（シシリー・メアリー・バーカー、ほるぷ出版） 1994
- 『ぼくを抱きしめて』（パティ・ストレン、河合楽器製作所出版事業部） 1997
- 『おばあちゃんのアップルパイ』（ローラ・ラングストン,リンジイ・ガーディナー、ソニー・マガジンズ） 2004

## ディスコグラフィ

### アルバム
- 『DEDICATED TO THE LATE JOHN COLTRANE』 (Musicworks) 1977 - サム・リヴァースと共演
- 『Talk To The Spirit From The Spirit!』 (May 2nd)  1999 - 豊住芳三郎、ケミー西岡、尾山修一、ヒデオ森と共演
- 『ヒト科の熊』 - A Bear Of The Human Family (おーらいレコード)  2003 - 沖至、翠川敬基と共演
- 『ライブ・アット・アケタ』 (渋谷・沖クインテット名義、筆不精企画)  2007